# Йоганн Фрідріх Карл Грімм
Йоганн Фрідріх Карл Грімм (нім. Johann Friedrich Carl Grimm, 1737–1821) — німецький лікар і ботанік.

## Біографія
Він вивчав медицину в Геттінгені з Альбрехтом фон Галлером і отримав докторський ступінь у 1758 році, захистивши дисертацію з фізіологічної оптики, з епідеміологічними проблемами в Айзенбаху та регіоні. Він починає займатися в рідному місті, а потім переїжджає в Готу.
Він є членом ради (як головний лікар) герцога Саксен-Гота-Альтенбурзького, який доручив йому вивчати хвороби Роттенбурга. Він написав різні твори, головним з яких був переклад Гіппократа, високо оцінений на той час. Він досліджує Німеччину, Францію, Англію, Голландію, Пруссію, дає описи у формі листів друзям.
У ботанічній галузі він вивчає флору Айзенаха та описує види рослин, такі як Arabis pauciflora = Turritis brassica і Stellaria alsine. Збереглися два листи, які Грімм надіслав Карлосу Ліннею між 1766 і 1767 роками.
У свій час його дуже поважали за його людяність і медичні знання. Біологічна спільнота вшановує його, назвавши його іменем ряд, родину, рід мохів (див. грімієві), а Самюель Елізе Брідель присвячує йому II том Muscologia Recentiorum.

## Роботи
- Dissertatio inauguralis de Visu... Gotinga, Litteris Schulzianis, 1758
- Sendschreiben an Se. Hochwohlgebohrne Gnaden Herrn Albrecht von Haller,... von der Epidemie zu Eisenach in der 1. Hälfte des Jahres 1767 und den Mitteln wider dieselbe Hildburghausen: J. G. Hanisch, 1768
- Abhandlung von den Mineralwassern zu Ronneburg Altenburg, 1770
- [анонімно] Bemerkungen eines Reisenden durch Deutschland, Frankreich, England und Holland in Briefen an seine Freunde Altenburg: Richterischen Buchhandlung, 1775–1779
- F.C.G. Bemerkungen eines Reisenden durch die Königlichen Preussischen Staaten in Briefen Altenburg, 1779–81 (тритомник).

Переклади:
- Гіппократ. Hippocrates Werke; aus dem Griechischen ubersetzt und mit Erla uterungen von Dr. J.F.C. Grimm; revidirt und mit Anmerkungen versehen von Dr. L. Lilienhain Altenburg: Richter, 1781–1792. 4 томи. (reeditado Glogau: H. Prausnitz, 1837–1838)
- Гіппократ. Aphorismen, aus der Originalsprache übersetzt, und mit kurzen Anmerkungen erläuter Wien: Joh. Dav. Hörlingschen Buchhanlung, 1791

## Вшанування
На честь науковця названо такі види рослин: Allium grimmii = Allium teretifolium, Aster grimmii або Crinitaria grimmii або Linosyris grimmii або Pseudolinosyris grimmii = Galatella grimmii, Herniaria grimmii